# Трикутна призма

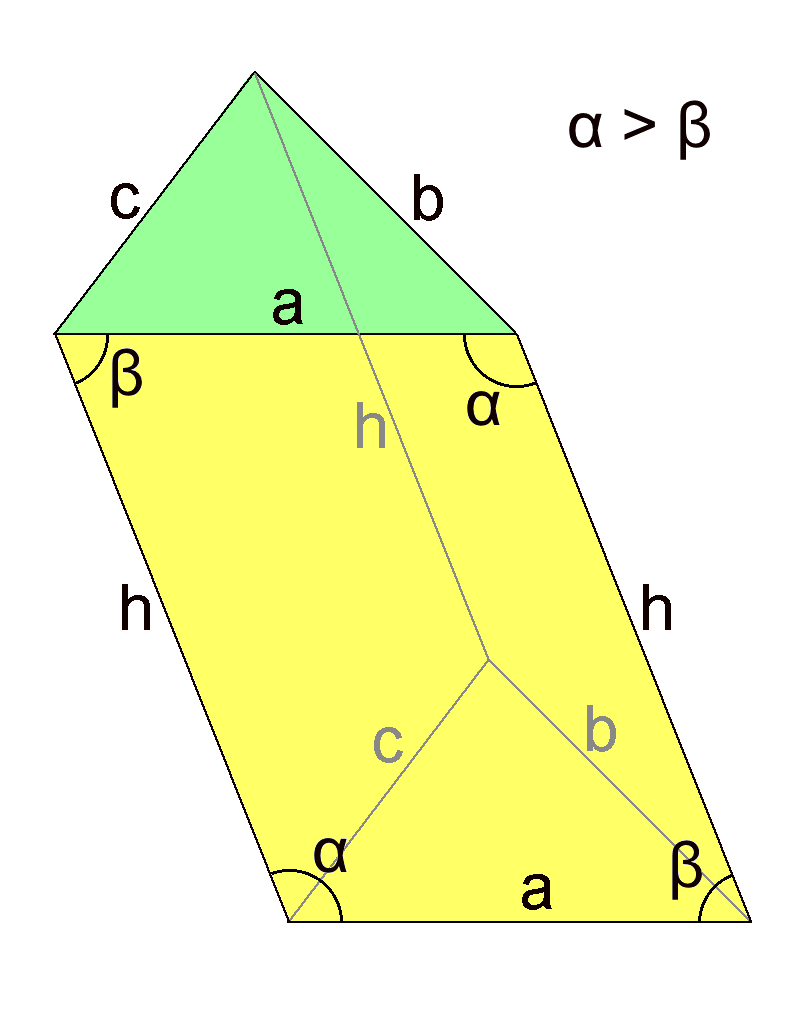
Похила трикутна призма

В геометрії, трикутна призма це тристороння призма; багатогранна фігура, що має дві паралельні трикутні грані, що називаються основами, і які переміщені одна відносно одної, і 3 грані, що поєднують відповідні сторони цих основ. Прямою трикутною призмою називають призму, що має прямокутні сторони (перпендикулярні до основ), в іншому випадку вона буде похилою. Правильна прямокутна призма це пряма трикутна призма, що має рівносторонній трикутник в основі.
Трикутна призма це пентаедр (багатогранник з п'ятьма гранями).

## Об'єм

Об'єм трикутної призми (на цьому малюнку призма пряма, тому висота призми l збігається з довжиною її грані)

Об'єм будь-якої призми це добуток площі його основи і відстані між двома основами. У цьому випадку основою є трикутник, тому нам необхідно знайти площу трикутника і помножити її на висоту призми:
{\displaystyle V={\frac {1}{2}}bhl,}
де b довжина сторони трикутника, h висота трикутника опущена на цю сторону, і l відстань між трикутними основами.